# ケヴィン・レトー
ケヴィン・レトー（Kevyn Lettau、1959年 - 、西ドイツ西ベルリン生まれ) は、アダルト・コンテンポラリー・ポップ、西海岸のフュージョン/スムーズジャズ、ブラジリアン・ジャズのスタイルで最も人気のある作品を持つボーカリスト 。
彼女は1990年代初頭に、アルバム『ユア・スマイル』（アメリカのトップ・コンテンポラリー・ジャズ・アルバムで最高16位）と『シンプル・ライフ』（トップ・コンテンポラリー・ジャズで最高6位）によりアメリカで成功を収めた 。

## ディスコグラフィ

### アルバム
- 『ブラジルジャズ』 - Brasiljazz (1991年、JVC)
- 『ユア・スマイル』 - Kevyn Lettau (1991年、JVC)
- 『シンプル・ライフ』 - Simple Life (1992年、JVC)
- 『アナザー・シーズン』 - Another Season (1994年、JVC)
- 『風の言葉〜ユニヴァーサル・ランゲージ』 - Universal Language (1995年、JVC)
- 『ランゲージ・オブ・フラワーズ』 - The Language of Flowers (1998年、Victor)[4]
- 『ソングズ・オブ・ザ・ポリス』 - Walking in Your Footsteps – Songs of the Police (2000年、Universal)
- 『リトル・シングス』 - Little Things (2001年、Verve)
- 『カラー・オブ・ラヴ』 - The Color of Love (2003年、Cats and Dogs Music)
- 『バイ・バイ・ブラックバード』 - Bye Bye Blackbird (2005年、MCG Jazz)
- Kevyn Lettau and Friends in Concert (2007年、Kevyn Lettau)
- What Is Enough? (2008年、SBE) ※with Peter Sprague
- Drawn to You (2011年、Kevyn Lettau)